# Maleisische Onafhankelijkheidsverklaring
De Maleisische Onafhankelijkheidsverklaring (Maleis: Pemasyhuran Kemerdekaan Tanah Melayu Jawi: ڤمشهوران کمرديکان تانه ملايو ), werd officieel uitgeroepen op zaterdag 31 augustus 1957 door Tunku Abdul Rahman, de eerste eerste minister van de Federatie van Malaya. 
Tijdens een ceremonie in het Merdeka Stadion werd het proclamatiedocument om precies 9.30 uur voorgelezen in aanwezigheid van duizenden Maleise burgers, Maleisische heersers en buitenlandse hoogwaardigheidsbekleders. De proclamatie erkent de oprichting van een onafhankelijke en democratische Federatie van Malaya, die in werking trad na de beëindiging van het Britse protectoraat over negen Maleisische staten en het einde van de Britse koloniale overheersing in twee Straits Settlements, Malacca en Penang.
Het document van de verklaring werd ondertekend door Tunku Abdul Rahman, die werd benoemd tot de eerste premier van het land. De gebeurtenis wordt jaarlijks in Maleisië gevierd met de nationale dag Hari Merdeka.

## Datum van onafhankelijkheid
De datum voor de onafhankelijkheid van de Federatie van Malaya op 31 augustus 1957 werd vastgesteld nadat Tunku Abdul Rahman, Haji Sulaiman Palestine, Haji Ahmad Badawi en een aantal andere leiders van de UMNO de mening van Syeikh Abdullah Fahim hadden gevraagd, een opmerkelijke Ulama uit Kepala Batas. Volgens Syeikh Abdullah Fahim zou 31 augustus 1962 de eerstvolgende geschikte datum moeten zijn als de Britten Maleisië op 31 augustus 1957 geen onafhankelijkheid zouden verlenen. De zaterdag 31 augustus 1957 werd door Syeikh Abdullah Fahim in het Arabisch 'am khair atana' (عام خير اتانا) genoemd, wat 'Het goede jaar is voor ons gekomen' betekent. Dit werd bevestigd tijdens een bijeenkomst van de Alliantie in februari 1956 in Malakka, nadat de Tunku net waren aangekomen uit het Verenigd Koninkrijk.

## Verklaringsceremonie

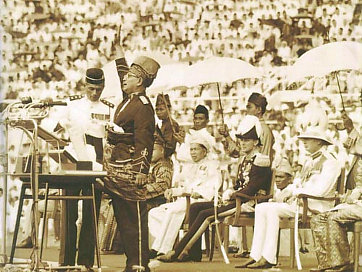
Tunku Abdul Rahman zingt "vrijheid!" bij de ondertekening van de Maleise Onafhankelijkheidsverklaring in 1957.

In de nacht van 30 augustus 1957 verzamelden zich menigten op de Royal Selangor Club Padang in Kuala Lumpur om getuige te zijn van de machtsoverdracht van de Britten. De kandidaat-premier Tunku Abdul Rahman arriveerde om 23.58 uur. en sloot zich aan bij de jeugdafdelingen van de  Alliance Party tijdens het observeren van twee minuten duisternis. Om middernacht werden de lichten weer aangezet en werd de Union Flag op het plein gestreken terwijl het koninklijke volkslied God Save The Queen werd gespeeld. De nieuwe vlag van Maleisië werd gehesen terwijl het volkslied Negaraku werd gespeeld. Hierna scandeerde de menigte zeven keer "Merdeka (vrijheid)". Tunku Abdul Rahman hield later een toespraak waarin hij de ceremonie omschreef als "het mooiste moment in het leven van het Maleisische volk". Voordat hij de toespraak tot de menigte hield, kreeg hij een ketting van vertegenwoordigers van de jeugd van de Alliance Party ter ere van deze grote gebeurtenis in de geschiedenis, met een kaart van Malaya erop gegraveerd. Het evenement eindigde om 1 uur 's nachts.
Op de ochtend van 31 augustus 1957 verplaatsten de festiviteiten zich naar het pas voltooide Merdeka-stadion. Meer dan 20.000 mensen waren getuige van de ceremonie, die om 9:30 uur begon. Onder de aanwezigen waren onder meer heersers van de Maleisische staten, buitenlandse hoogwaardigheidsbekleders, leden van het federale kabinet en burgers. De vertegenwoordiger van de koningin, de hertog van Gloucester, overhandigde Tunku Abdul Rahman het onafhankelijkheidsinstrument. Tunku las vervolgens de verklaring voor, wat eindigde met het zeven keer scanderen van "Merdeka!", waarbij het publiek meedeed.Tunku las vervolgens de verklaring voor, die culmineerde in het zeven keer zingen van "Merdeka!" waarbij het publiek meedeed. De ceremonie ging verder met het hijsen van de nationale vlag van Malaya, begeleid door het volkslied gespeeld door een militaire band en een saluut van 21 geweerschoten, gevolgd door een oproep voor azan en een dankgebed ter ere van deze grote gelegenheid.
De dag volgde met de plechtige installatie van de eerste Yang di-Pertuan Agong, Tuanku Abdul Rahman van Negeri Sembilan, in Jalan Ampang, en het eerste installatiebanket ter ere van hem in de avond, gevolgd door een geweldige retraitevoorstelling en een vuurwerkshow. Sportevenementen en andere evenementen markeerden de geboorte van de nieuwe natie.

## Het document
Het document van de verklaring is zowel in het Maleis in het Jawi-schrift als in het Engels geschreven.
| Maleis in Jawi | Engels | Nederlandse vertalingen |
| --- | --- | --- |
| دڠن نام الله يڠمها موره لاݢي مڠسيهاني⹁ سݢالا ڤوجي باݢي الله يڠ مها برکواس دان صلواة دان سلام کاءتس سکالين رسولڽ. | In the name of Allah, the Compassionate, the Merciful. Praise be to Allah, the Lord of the Universe and may the blessings and peace of Allah be upon His Messenger and those related to him. | In de naam van Allah, de Barmhartige, de Barmhartige. Alle lof zij Allah, de Heer van het Universum, en moge de zegeningen en vrede van Allah zijn met Zijn Boodschapper en degenen die aan hem verwant zijn. |
| بهواساڽ اوليه کران تله تيباله ماسڽ باݢي اومة ڤرسکتوان تانه ملايو اين منچاڤي طرف سواة بڠسا يڠمرديکا لاݢي بردولة سام ستيمبل کدودقکنڽ دڠن سݢل بڠسا دسلوره دنيا. | Whereas the time has now arrived when the people of the Federation of Malaya will assume the status of a free independent and sovereign nation among nations of the World. | Terwijl de tijd nu is aangebroken dat het volk van de Federatie van Malaya de status zal aannemen van een vrije, onafhankelijke en soevereine natie onder de naties van de wereld. |
| دان بهواسڽ اوله کران دڠن ڤرجنجين يڠدسبوة نماڽ ڤرجنجين ڤرسکتوان تانه ملايو تاهون 1957 يڠدڤربواة دانتارا دولي يڠمها مليا بݢندا کوءين دڠن دولي٢ يڠ مها مليا راج٢ نݢري ملايو مک تله دڤرستوجوءي بهاوا نݢري٢ ملايو ياءيت جوهر⹁ ڤهڠ⹁ نݢري سمبيلن⹁ سلاڠور⹁ قدح⹁ ڤرليس⹁ کلنتن⹁ ترڠݢانو⹁ دان ڤيرق سرة نݢري يڠدهولوڽ دنماکن نݢري سلت ياءيت ملاک دان ڤولو ڤينڠ مولاءي درڤد 31 هاريبولن اوݢس‌ة تاهون 1957⹁ هندقله منجادي سبواه ڤرسکتوان بهارو باݢي نݢري٢ يڠ برنام ڤرسکتوان تانه ملايو. | And whereas by an agreement styled the Federation of Malaya Agreement, 1957, between Her Majesty the Queen and Their Highnesses, the Rulers of the Malay States, it was agreed that the Malay states of Johor, Pahang, Negeri Sembilan, Selangor, Kedah, Perlis, Kelantan, Terengganu and Perak and the former Settlements of Malacca and Penang should as from the 31st day of August, 1957, be formed into a new Federation of States by the name of Federation of Malaya, | En terwijl door een overeenkomst genaamd de Federation of Malaya Agreement, 1957, tussen Hare Majesteit de Koningin en Hunne Hoogheden, de heersers van de Maleisische Staten, werd overeengekomen dat de Maleisische staten Johor, Pahang, Negeri Sembilan, Selangor, Kedah Perlis, Kelantan, Terengganu en Perak en de voormalige nederzettingen van Malakka en Penang zouden vanaf 31 augustus 1957, gevormd worden tot een nieuwe Federatie van Staten met de naam Federatie van Malaya, |
| دان بهواسڽ اوله کران تله برستوجو ڤول دانتارا کدوا٢ ڤيهق دالم ڤرجنجين يڠترسبوة ياءيت ملاک دان ڤولو ڤينڠ هندقله درڤد تاريخ يڠترسبوة ايت تمت درڤد منجادي سبهاݢين درڤد ججاهن تعلوق بݢندا کوءين دان دولي يڠمها مليا بݢندا کوءين تيدق لاݢي برحق منجالنکن اڤ٢ جوا کدولاتن بݢندا داءتس کدوا٢ بواه نݢري يڠترسبوة ايت. | And whereas it was further agreed between the parties to the said agreement that the Settlements of Malacca and Penang aforesaid should as from the said date cease to form part of Her Majesty’s dominions and that Her Majesty should cease to exercise any sovereignty over them. | En overwegende dat verder tussen de partijen bij de genoemde overeenkomst werd overeengekomen dat de bovengenoemde nederzettingen van Malakka en Penang vanaf de genoemde datum niet langer deel zouden uitmaken van de heerschappij van Hare Majesteit en dat Hare Majesteit zou ophouden enige soevereiniteit over hen uit te oefenen . |
| دان بهواسڽ اوله کران تله برستوجو ڤول دانتارا کدوا٢ ڤيهق يڠترسبوة ياءيت ڤرجنجين ڤرسکتوان تانه ملايو تاهون 1948⹁ دان سݢل ڤرجنجين٢ لاءين يڠاد سکارڠ دانتارا دولي يڠمها مليا بهندا کوءين دڠن دولي٢ يڠمها مليا راج٢ اتو ڤون ساله سئورڠ درڤد بݢندا٢ ايت سبلوم تاريخ يڠترسبوة هندقله دبطلکن مولاءي درڤد تاريخ ايت⹁ دان سموا قواتکواس٢ دان حق٢ دولي يڠمها مليا بݢندا کوءين اتو ڤون ڤرليمن‌ة نݢري يونيتيد کيڠدم دالم نݢري٢ سلت يڠترسبوة ايت اتو ڤون يڠبرهوبڠ دڠنڽ اتو نݢري٢ ملايو اتو ڤون ڤرسکتوان تانه ملايو سلورهڽ اداله تمت دڠن سنديريڽ. | And whereas it was further agreed by the parties aforesaid that the Federation of Malaya Agreement, 1948, and all other agreements subsisting between Her Majesty the Queen and Their Highnesses the Rulers or any one of them immediately before the said date should be revoked as from the date and that all powers and jurisdiction of Her Majesty or of the Parliament of the United Kingdom in or in respect of the Settlements aforesaid or the Malay States or the Federation as a whole should come to an end. | En overwegende dat verder door de bovengenoemde partijen werd overeengekomen dat de Overeenkomst van de Federatie van Malaya, 1948, en alle andere overeenkomsten die tussen Hare Majesteit de Koningin en Hunne Hoogheden de Heersers of een van hen onmiddellijk vóór genoemde datum bestonden, moesten worden ingetrokken als vanaf de datum en dat alle bevoegdheden en jurisdictie van Hare Majesteit of van het parlement van het Verenigd Koninkrijk in of met betrekking tot de bovengenoemde schikkingen of de Maleise Staten of de Federatie als geheel moeten komen tot een einde. |
| دان بهواسڽ اوله کران دولي يڠمها مليا بݢندا کوءين⹁ دولي٢ يڠمها مليا راج٢ ملايو⹁ ڤرليمن‌ة نݢري يونيتيد کيڠدم دان مجلس٢ اوندڠن ڤرسکتوان دان نݢري٢ ملايو تله ملولوسکن ڤرجنجين ڤرسکتوان تانه ملايو تاهون 1957 ايت برجالن قواتکواسڽ. | And whereas effect has been given to the Federation of Malaya Agreement, 1957, by Her Majesty the Queen, Their Highnesses the Rulers, the Parliament of the United Kingdom and the Legislatures of the Federation and of the Malay States, | En overwegende dat aan de Overeenkomst van de Federatie van Malaya, 1957, uitvoering is gegeven door Hare Majesteit de Koningin, Hunne Hoogheden de Heersers, het Parlement van het Verenigd Koninkrijk en de Wetgevende macht van de Federatie en van de Maleisische Staten, |
| دان بهواسڽ اوله کران سبواه ڤرلمبݢاءن باݢي کراجاءن ڤرسکتوان تانه ملايو تله دتنتوکن منجادي سواة قانون يڠ معتمد باݢيڽ. | And whereas a constitution for the Government of the Federation of Malaya has been established as the supreme law thereof, | En overwegende dat een grondwet voor de regering van de Federatie van Malaya is vastgesteld als de hoogste wet daarvan, |
| دان بهواسڽ اوله کران ڤرلمبݢاءن ڤرسکتوان يڠ ترسبوة ايت مک اد دسدياکن شرط انتوق منجاݢ کسلامتن حق٢ دان کاءوتماءن دولي٢ يڠمها مليا راج٢ سرة حق٢ اساسي دان کبيباسن سکلين رعية دان انتوق مماجوکن ڤرسکتوان تانه ملايو دڠن امان دان دامي سرة تراتور سباݢي سبواه کراجاءن يڠ ممڤوڽاءي راج يڠبرڤرلمبݢاءن يڠبرداسرکن ديموقراسي چارا برڤرليمن‌ة. | And whereas by the Federal Constitution, aforesaid provision is made to safeguard the rights and prerogatives of Their Highnesses the Rulers and the fundamental rights and liberties of the people and to provide for the peaceful and orderly advancement of the Federation as a constitutional monarchy based on Parliamentary democracy, | En overwegende dat door de federale grondwet bovengenoemde voorziening is getroffen om de rechten en prerogatieven van Hunne Hoogheden de Heersers en de fundamentele rechten en vrijheden van het volk te beschermen en te zorgen voor de vreedzame en ordelijke vooruitgang van de Federatie als een constitutionele monarchie gebaseerd op parlementaire democratie, |
| دان بهواسڽ اوله کران ڤرلمبݢاءن ڤرسکتوان يڠ ترسبوة ايت تله دلولوسکن اوله سواة اوندڠ٢ يڠداداکن اوله مجلس اوندڠن ڤرسکتوان سرة دڠن اوندڠ٢ يڠداداکن اوله نݢري٢ ملايو دان دڠن کتتاڤن٢ ددالم مجلس اوندڠن نݢري ملاک دان ڤولو ڤينڠ⹁ دڠن دمکين ڤرلمباݢاءن ايت تله برجالن قواتکواسڽ ڤد 31 هاريبولن اوݢس‌ة تاهون 1957. | And whereas, the Federal Constitution aforesaid having been approved by an Ordinance of the Federal Legislatures, by the Enactments of the Malay States, and by resolutions of the Legislatures of Malacca and Penang has come into force on the 31st day of August 1957, aforesaid. | En terwijl de bovengenoemde federale grondwet, goedgekeurd door een verordening van de federale wetgevende macht, door de wetten van de Maleisische staten en door resoluties van de wetgevende macht van Malakka en Penang, op de 31e dag van augustus 1957 in werking is getreden, voornoemd. |
| مک دڠن نام الله يڠمها موره لاݢي مها مڠسيهاني⹁ ساي تڠکو عبدالرحمن ڤترا ابن المرحوم سلطان عبدالحميد حاليم شاه⹁ ڤردان منتري باݢي ڤرسکتوان تانه ملايو⹁ دڠن ڤرستوجوان دان ڤرکنن دولي٢ يڠمها مليا راج٢ نݢري٢ ملايو دڠن اين ممشهور دان ⹁ماءشتهارکن باݢي ڤيهق اومة ڤرسکتوان تانه ملايو بهوا مولاءي درڤد تيݢ ڤوله ساتو هاريبولن اوݢس‌ة تاهون سريبو سمبيلن راتوس ليم ڤوله توجه مک ڤرسکتوان تانه ملايو يڠ مڠندوڠي ددالمڽ نݢري٢ جوهر⹁ ڤهڠ⹁ نݢري سمبيلن⹁ سلاڠور⹁ قدح⹁ ڤرليس⹁ کلنتن⹁ ترڠݢانو⹁ ڤيرق⹁ ملاک دان ڤولو ڤينڠ دڠن ليمڤه رحمة الله سبحانه وتعالى اکن ککل منجادي سبواه نݢارا ديموقراسي يڠ مرديکا دان بردولة سرة برداسرکن کڤد کبيباسن دان کعديلن دان سنتياس منجاݢ دان مڠاوتماکن کسجهتراءن دان کسنتوساءن رعيتڽ دان مڠکلکن کاءمانن دانتارا سݢل بڠسا. | Now, In the name of Allah the Compassionate, the Merciful, I Tunku Abdul Rahman Putra ibni Al-Marhum Sultan Abdul Hamid Halim Shah, Prime Minister of the Federation of Malaya, with the concurrence and approval of Their Highnesses, the Rulers of the Malay States, do hereby proclaim and declare on behalf of the people of the Federation of Malaya that as from the thirty first day of August, of the year nineteen hundred and fifty seven, the Federation of Malaya [sic] the States of Johor, Pahang, Negeri Sembilan, Selangor, Kedah, Perlis, Kelantan, Terengganu, Perak, Malacca and Penang, is now and with the blessing of Allah the Lord of the Universe, shall be for ever a sovereign democratic and independent State, founded upon the principles of liberty and justice and ever seeking the welfare and happiness of its people and the maintenance of a just peace among all the nations. | Nu, in de naam van Allah de Barmhartige, de Barmhartige, ik Tunku Abdul Rahman Putra ibni Al-Marhum Sultan Abdul Hamid Halim Shah, premier van de Federatie van Malaya, met de instemming en goedkeuring van Hunne Hoogheden, de heersers van het Maleis Staten, verkondigen en verklaren hierbij namens het volk van de Federatie van Malaya dat vanaf de eenendertigste dag van augustus van het jaar negentienhonderdzevenenvijftig, de Federatie van Malaya [sic] de staten Johor, Pahang, Negeri Sembilan, Selangor, Kedah, Perlis, Kelantan, Terengganu, Perak, Malakka en Penang, is nu en met de zegen van Allah, de Heer van het Universum, zal voor altijd een soevereine, democratische en onafhankelijke staat zijn, gebaseerd op de principes van vrijheid en rechtvaardigheid en altijd op zoek naar het welzijn en geluk van zijn volk en het handhaven van een rechtvaardige vrede onder alle naties. |
| | | |